# 越南微鰍
越南微鰍為輻鰭魚綱鯉形目鰍科的其中一種，為熱帶淡水魚，分布於亞洲越南安南省淡水流域，體長可達4.1公分，棲息在底中層水域，生活習性不明。

## 扩展阅读
維基物種上的相關：越南微鰍